# نور 1 (قمر صناعي)
القمر الصناعي نور-1: هو أول قمر اصطناعي عسكري إيراني الصنع والتصميم متعدد الأغراض. ويُعَد إنجازٌ تكنولوجي لطهران، حيث دخلت جمهورية إيران نادياً محدوداً من الدول القادرة على صنع وإطلاق أقمار صناعية. ومن أهداف إطلاق هذا القمر العسكري هو لتحقيق قفزة إستراتيجية معلوماتية للقوات الجو فضائية الإيرانية، كما يمنح بعداً آخراً وتوازناً إسترايجياً للتكتيكات الدفاعية التي تنتهجها إيران في المنطقة والعالم، حيث يسهم القمر الصناعي نور العسكري في إنجاز خارطة دفاع شاملة للقوات الإيرانية كما أعلن قائد حرس الثورة العميد حسين سلامي. وتم إطلاق قمر نور بنجاح إلى الفضاء الخارجي على متن الصاروخ الإيراني الحامل للأقمار الصناعية (قاصد) ذو الثلاث مراحل والعامل بالوقود المركب من قِبَل الوحدة الجوفضائية التابعة لقوات الحرس الثوري الإيراني يوم الأربعاء الموافق  22 نيسان/ أبريل 2020م. ليتم إستخدامه في الأغراض العسكرية. فمهمة القمر الإيراني، لا تختلف عن مهمة الأقمار الصناعية العسكرية، أي التصوير، والتجسس، والإنذار السريع، والاتصالات، ورصد حالة الجو عسكرياً، والمشاركة في الحروب الإلكترونية، وغيرها من الأغراض العسكرية. وقد استقر القمر الإصطناعي نور الإيراني في مداره حول الأرض على مسافة 425 كيلومتراً (264) ميلاً. وقال التلفزيون الإيراني إن أول قمر صناعي عسكري لإيران، الذي يحمل اسم نور، أُطلِقَ هذا الصباح من صحراء إيران. عملية الإطلاق هذا الصباح كانت ناجحة، إذ وصل القمر إلى مداره. يُذكَر أن هذا القمر الصناعي مصنوع كلياً داخل جمهورية إيران بما في ذلك منصة الإطلاق وكافة قطع القمر الصناعي والصاروخ الحامل وجميع التقنيات الأخرى. وقد إعترفت الولايات المتحدة الأمريكية بنجاح جمهورية إيران بإطلاق أول قمر صناعي عسكري لها وذلك من خلال تأكيد القوات الجوية الأميركية أن إيران نجحت في إطلاق أول قمر اصطناعي، مشيرةً إلى أنها راقبت عملية الإطلاق. وفي بيانٍ لها، أكدت القوات الجوية الأميركية أن سرب التحكم ومراقبة الفضاء الثامن عشر التابع لها رصد جسدين وهما، قمر نور (رقم 45529 في ملف الأجسام الفضائية)، وجزء من الصاروخ الحامل قاصد (رقم 45530) من الإطلاق الفضائي من جمهورية إيران. كما أفادت شبكة (سي إن إن) الأمريكية، بأن وزارة الدفاع الأمريكية (البنتاغون) تأكدت من نجاح تجربة إطلاق القمر الصناعي للمرة الأولى. ونقلت الشبكة عن (البنتاجون) قولها: إن «التقييم الأمريكي خلص إلى أن تجربة إطلاق قمر صناعي إيراني تمت بنجاح للمرة الأولى». وأعلنت مراصد فضائية خاصة ومواقع للرصد الفضائي أنها رصدت القمر الصناعي الإيراني نور واحد وهو يحلق فوق إيران وفوق الولايات المتحدة وفوق دول أخرى منها باكستان، كما أعلنت أنها إلتقطت إشارات القمر الصناعي الإيراني فوق بحر العرب وفوق المحيط الهندي.

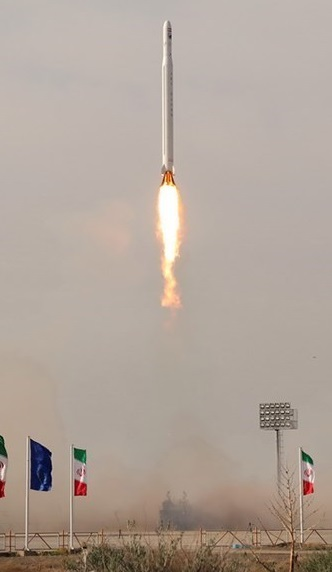
القمر الصناعي نور، هو أول قمر صناعي عسكري إيراني تم وضعه بنجاح في مدار حول الأرض

## إطلاق القمر
أول قمر صناعي عسكري لجمهورية إيران، الذي يحمل اسم نور، تم إطلاقه إلى الفضاء الخارجي من الهضبة الوسطى (وسط جمهورية إيران) بنجاح من قِبَل القوات الجو-فضائية التابعة للحرس الثوري الإيراني. الذي إعتبر ان ذلك إنجازاً كبيراً وتطوراً حديثاً في المجال الصاروخي الإيراني. ويأتي ذلك في إطار برنامج تقول الولايات المتحدة الأمريكية إنه غطاء لتطوير صواريخ إيرانية. وقال الموقع الإلكتروني للحرس الثوري الإيراني (سباه نيوز) إن قوات حرس الثورة الإسلامية أطلقت بنجاح صباح يوم الأربعاء (22/4/2020) أول قمر اصطناعي عسكري للجمهورية الإسلامية الإيرانية. وأوضح الحرس الثوري أنه استخدم الصاروخ قاصد في إطلاق القمر الصناعي «نور 1»، لكنه لم يخض في تفاصيل أخرى عن التكنولوجيا المستخدمة، مشيراً إلى أن القمر الإصطناعي إستقر في مداره حول الأرض على مسافة 425 كيلومتراً. وقال قائد الحرس الثوري الإيراني إن مهمة القمر الإصطناعي العسكري الجديد هي جمع المعلومات والصور. ويأتي إعلان هذا القمر العسكري الإيراني في وقت تتزايد فيه التوترات مع الولايات المتحدة بسبب برامج إيران النووية والصاروخية. وقال مسؤولون أمريكيون إنهم يخشون من أن تكنولوجيا الصواريخ البالستية الطويلة المدى التي تستخدمها طهران يمكن أن تُوظَّف أيضاً لإطلاق رؤوس نووية. وتنفي طهران الإتهامات الأمريكية بأن هذه الأنشطة هي غطاء لتطوير الصواريخ البالستية، قائلة إنها لم تسمح أبداً لتطوير أسلحة نووية.

## أداء القمر
لقد تمت السيطرة على عملية الإطلاق للقمر الصناعي نور 1 من المحطات الأرضية الموجودة داخل جمهورية إيران وبالتحديد محطات (طهران وزاهدان وجابهار)، وبعد 90 دقيقة من الإطلاق حيث دار القمر الصناعي دورة واحدة حول الأرض إستلم المراقبون الإيرانييون الإشارة منه في شمال غرب البلاد وكذلك تم إستلام إشارة أخرى منه في الساعة 11 مساء الأربعاء الموافق 22/4/2020م. وفي غضون 3 أيام إلى 7 أيام ستصدر بعض إيعازات القمر الصناعي وستكتمل تنظيماته وتبلغ إستخداماته مائة بالمائة.

## الصاروخ الفضائي الحامل للقمر الصناعي الإيراني نور 1
يعمل الصاروخ قاصد المتطور إيراني الصنع الذي حمل القمر الصناعي نور-1 إلى الفضاء الخارجي بثلاثة مراحل وبوقود مزيج من الصلب والسائل. وقد تم إرسال ثلاث أقمار صناعية عسكرية من سلسلة نور على متنه، وهذه الأقمار هي نور1 ونور2 ونور3. ويُعَد صاروخ قاصد أول صاروخ يحمل أول قمر صناعي عسكري إيراني يُطلَق عليه نور-1 إلى مدار 425 كيلومتر، كما ويُعَد أيضاً أول صاروخ ذو ثلاث مراحل تمت صناعته في جمهورية إيران. وبوقود مزيج من الصلب والسائل وهو ما يطلق عليه (بالوقود المركب). حيث استخدمت جمهورية إيران مزيجاً من الوقود السائل والصلب في صاروخ قاصد وهي تكنولوجيا متطورة جداً، وهناك القليل من الدول التي لها القدرة على إستخدام مثل هذه التكنولوجيا المتطورة. وقد تم كتابة إسم الصاروخ الحامل قاصد على جسم الصاروخ نفسه، وكذلك كتابة الآية القرآنية (سُبْحانَ الَّذِی سَخَّرَ لَنا هذا وَما کنّا لَهُ مُقْرِنِینَ). وقد إعترفت الولايات المتحدة الأمريكية بنجاح جمهورية إيران بإطلاق أول قمر صناعي عسكري لها وذلك من خلال تأكيد القوات الجوية الأميركية أن إيران نجحت في إطلاق أول قمر اصطناعي، مشيرةً إلى أنها راقبت عملية الإطلاق. وفي بيانٍ لها، أكدت القوات الجوية الأميركية أن سرب التحكم ومراقبة الفضاء الثامن عشر التابع لها رصد جسدين وهما، قمر نور (رقم 45529 في ملف الأجسام الفضائية)، وجزء من الصاروخ الحامل قاصد (رقم 45530) من الإطلاق الفضائي من جمهورية إيران. كما أفادت شبكة سي إن إن الأمريكية، بأن وزارة الدفاع الأمريكية (البنتاجون) تأكدت من نجاح تجربة إطلاق القمر الصناعي للمرة الأولى. ونقلت الشبكة عن (البنتاجون) قولها: إن التقييم الأمريكي خلص إلى أن تجربة إطلاق قمر صناعي إيراني تمت بنجاح للمرة الأولى. وأعلنت مراصد فضائية خاصة ومواقع للرصد الفضائي أنها رصدت القمر الصناعي الإيراني نور واحد وهو يحلق فوق إيران وفوق الولايات المتحدة وفوق دول أخرى منها باكستان. كما أعلنت أنها إلتقطت إشارات القمر الصناعي الإيراني فوق بحر العرب وفوق المحيط الهندي.

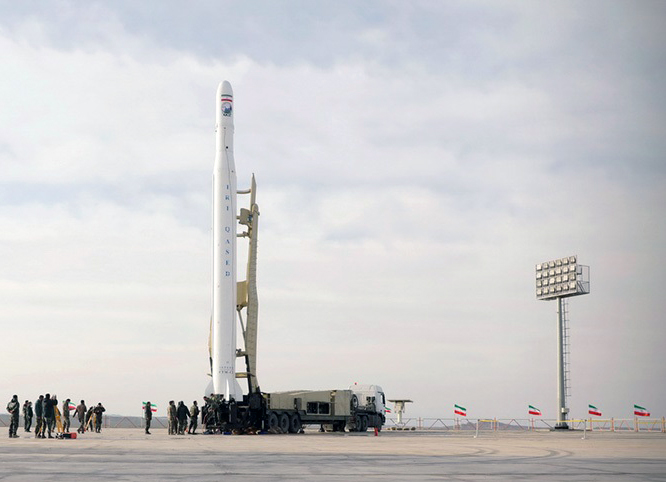
صاروخ قاصد الفضائي الإيراني في محطة الإطلاق استعداداً لإطلاقه

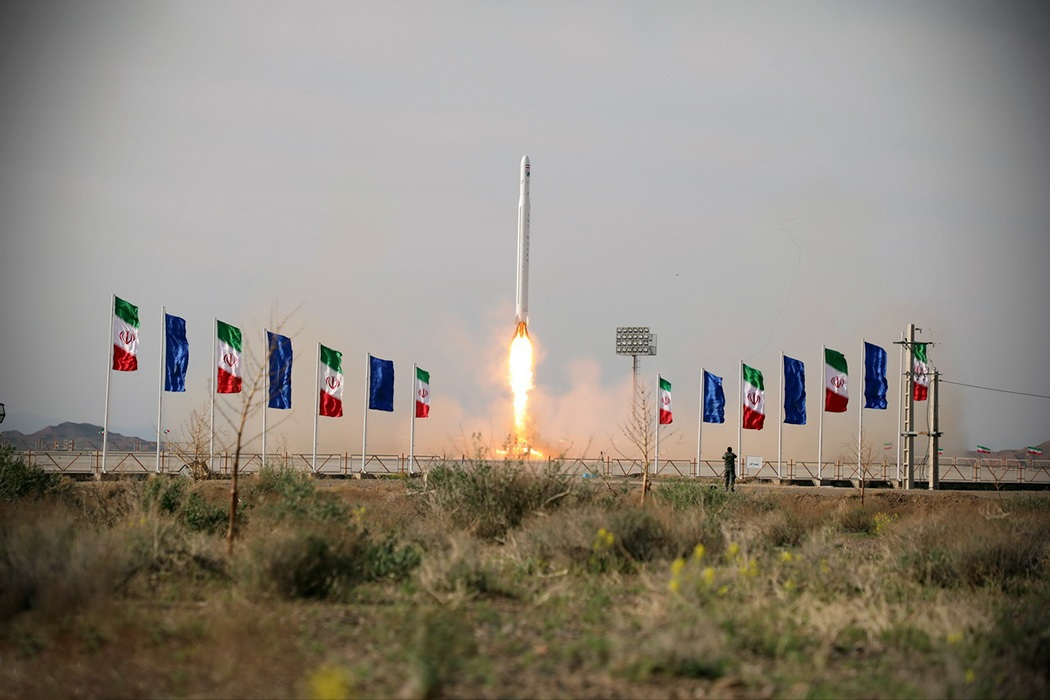
صاروخ قاصد الفضائي بعد الإطلاق

## الهدف من القمر الصناعي العسكري
يرى الحرس الثوري الإيراني إن الحصول على تقنيات الفضاء ضرورةً ملحّةً له. كي تتمكن هذه المؤسسة الدفاعية القوية من تعزيز مكانة جمهورية إيران، وقال قائد الحرس الثوري الإيراني اللواء حسين سلامي: إن لم يكن لدى الجيوش القوية بالعالم موطئ قدم في الفضاء فلن تكون لها خطة دفاعية شاملة، ويُعَد الحصول على هذه التقنية المعززة لمكانة إيران (تقنية إطلاق الأقمار الصناعية العسكرية) التي سترفع قدرات البلاد، إنجازاً إستراتيجياً. حيث أن استخدام القمر الصناعي نور لن يقتصر على المجال الدفاعي والعسكري، مضيفًا: بل أن وضع هذا القمر الصناعي المتعدد الأغراض في المدار الأرضي سيجلب لإيران قيمة مضافة إستراتيجية في مجال تقنية المعلومات والحروب المعلوماتية وسيرفع أيضاً قدرات البلاد في الحروب المعلوماتية.

## أهمية القمر الصناعي نور 1
يوفر القمر الصناعي نور-1 فوائد عسكرية عملية كبيرة لإيران من عدة جوانب، اعتبرها الكاتب السياسي الإيراني محمد مهدي (إنطلاقة كاملة لعصر جديد)، وبدايةً للإستخدام الإيراني العسكري للفضاء لقضايا إستراتيجية وإستخباراتية حول العالم. وهذه أهم الفوائد التي يمكن جنيها من إطلاق القمر نور واستقراره في مداره حول الأرض:
نظام التحذير الفضائي
يستطيع القمر الصناعي نور الجديد مراقبة الصواريخ المنطلقة من القواعد الأمريكية في الخليج العربي والشرق الأوسط وسيرسل إنذاراً مبكراً لأي عملية إطلاق في المنطقة، وهو ما يُطلَق عليه عسكرياً (نظام التحذير الفضائي)، وهو نظام لا تملكه سوى دول قليلة جداً حول العالم من بينها روسيا وأمريكا. الأمر الذي سيعزز قدرة إيران الدفاعية ويجنبها الكثير من الخسائر مستقبلاً. ويوفر القمر الصناعي لإيران تغطية واسعة خارج نطاق الدولة، وتحديداً في مناطق الشرق الأوسط والخليج العربي، وسيوفر أيضاً مراقبة دائمة للأرض والتغيرات وعمليات التمويه التي تقوم بها القوى الأخرى المتواجدة في المنطقة.
قيادة الصواريخ البالستية
سيغير القمر الصناعي الجديد من طرق الملاحة وقيادة الصواريخ البالستية الإيرانية، والذي يُعتبَر من القضايا الخطيرة التي تؤرق الساسة الأمريكيين، بحسب تصريحاتهم، حيث سيتم دمج نظام الصواريخ البالستية بنظام الملاحة الفضائي، ما سيؤدي إلى زيادة دقة الإصابات، أو بالأحرى سيوفر إصابة دقيقة جداً لأي صاروخ إيراني. بالإضافة إلى كل ما سبق، سيسمح القمر الصناعي لإيران بتدمير الأهداف الفضائية، على المدى القصير بحسب القدرة الصاروخية الحالية لإيران.
تزامن تشغيل الوحدات العسكرية
سيسمح القمر لإيران مستقبلاً بتشغيل نظام (تزامن الوحدات القتالية المعقد)، وهو برنامج عسكري يسمح بمزامنة القوات الجوية مع القوات البرية والقوات البحرية، وحتى جندي الواحد على الأرض، وفي مناطق خارج إيران، سيكونون قادرين على تنسيق أوامر العمليات والتحرك والمراقبة المشتركة وتنفيذ الأوامر والعمليات بتنسيق وإنسجام تام، وتُجمَع المعلومات بسرعة وتُدمَج لتعطي البيانات والأوامر للتنفيذ، وهو ما سيشكل قفزة كبيرة في العمليات العسكرية الإيرانية.
النجاح الإيراني الأخير، الذي أتى بعد سلسة تجارب إطلاق غير ناجحة، لابد أن يلحقه عمليات إطلاق أخرى ناجحة لسلسلة أقمار صناعية بمختلف المجالات، ومن المؤكد أن الأقمار العسكرية ستكون من أهم هذه المجالات، والتي ستركز على منطقة الخليج العربي وبلاد الشام في عمليات الرصد المبكر، وسيمتد المشروع لتصنيع الأقمار الصناعية العسكرية المنخفضة التكلفة، والتي من المؤكد سيكون للحلفاء نصيب منها على رأسهم سوريا، الحليف الأساسي لإيران في الشرق الأوسط، وقطر وغيرهم.

## تصوير قاعدة العديد الأمريكية في قطر
نشر الحرس الثوري الإيراني، نهاية الشهر السابع من سنة 2020م صوراً عالية الجودة، ملتقطة بواسطة القمر الصناعي العسكري نور، تُظهِر قاعدة العديد الجوية العسكرية الأمريكية في دولة قطر. وحسب وكالة أنباء فارس الإيرانية، «نشرت القوة الجوفضائية التابعة للحرس الثوري صوراً ملتقطة بواسطة القمر الصناعي نور لرصد قاعدة» العديد«مركز تجمع القوة الجوية لقوات (سنتكوم) الأمريكية». وتُعَد قاعدة العديد، في قطر، أكبر قاعدة جوية للقوات الأمريكية في الشرق الأوسط، ويوجد فيها حسب بعض المصادر 13 ألف عنصر أمريكي.

## خطة إيرانية لإطلاق القمر الصناعي نور 2
في الشهر الرابع من سنة 2020م قال اللواء علي جعفر أبادي، قائد الوحدة الفضائية في القوات الجو-فضائية التابعة للحرس الثوري الإيراني، في مقابلة مع التلفزيون الإيراني الحكومي إن «خطوتنا التالية هي إطلاق القمر (نور 2) ضمن مشروعنا العملاق». وأكد جعفر أبادي، أن القمر نور 1 الذي أُطلِقَ سابقاً كانت مهمته الرصد بينما ستكون مهمة الأقمار التالية عمليات رصد وإسناد واستطلاع للأساطيل البحرية، وأضاف أن الحرس الثوري يخطط أيضاً لإطلاق أقمار صناعية بحجم أكبر من نور، وقال: «قمر نور 1 هو أول أقمارنا العسكرية وسنصنع أقماراً أكبر في المستقبل تستقر في مدارات أعلى».<https://www.haf.com/details.php?n=5ea2047fd32ef85ef647e92a الْحَرَسُ الثَّوَرِيُّ يَتَحَدَّى: سَنُطْلِقُ قَمَرًا عَسْكَريا آخِرَ] نسخة محفوظة 11 يوليو 2020 على موقع واي باك مشين.</ref>

## ردود أفعال
الولايات المتحدة:
▪ الرئيس الأمريكي: قال الرئيس الأمريكي، دونالد ترامب، إن الولايات المتحدة تتابع عن كثب شديد التقارير التي تفيد نجاح تجربة إيران بإطلاق القمر الصناعي.
▪ وزير الخارجية الأمريكية: أكد مايك بومبيو، وزير الخارجية الأمريكية، أن إيران إنتهكت قرارات مجلس الأمن الدولي عبر إطلاقها للقمر الصناعي. ووعد بأن هذه الخطوة سيكون لها تداعيات، كما قال خلال مؤتمر صحافي في واشنطن: «أعتقد أنه يجب محاسبة إيران على ما قامت به». وأضاف: «لقد أكد الإيرانيون على الدوام أن هذه البرامج منفصلة بالكامل عن أي جانب عسكري وأنها محض برامج تجارية». وأوضح أن إطلاق قمر إصطناعي عسكري اليوم، «يثبت أننا كنا على حق هنا في الولايات المتحدة» عبر التنديد ببرامج عسكرية خفية. ودعا بومبيو في هذا السياق مجلس الأمن الدولي إلى النظر في عملية إطلاق القمر الصناعي الإيراني، ومدى توافقه مع القرار 2231 الصادر عن المنظمة الأممية عام 2015م دعماً للإتفاق النووي مع إيران.
▪ المستشار السابق للأمن القومي في إدارة ترامب: في دوره، أكد جون بولتون، في تغريدة عبر تويتر أن إطلاق القمر الصناعي دليل على أن الضغط الذي يمارس على إيران غير كافٍ.
 روسيا: رداً على إدعاء أمريكي، بأن جمهورية إيران إنتهكت قرار مجلس الأمن الدولي، قالت المتحدثة باسم وزارة الخارجية الروسية، إن إيران لم تنتهك قرار مجلس الأمن رقم 2231 بإطلاق القمر الصناعي نور 1 وان مزاعم الجانب الأمريكي لا أساس لها. وفي مؤتمر صحفي أسبوعي عقد في وزارة الخارجية الروسية، ورداً على سؤال لمراسل وكالة الأنباء الإيرانية، بشأن تصريحات وزير الخارجية الأمريكي مايك بومبيو: أضافت (ماريا زاخاروفا) إن الولايات المتحدة تعمل بجد منذ بعض الوقت، لتبرأ نفسها من الإدانة العالمية لإنتهاكها القرار 2231، وبالتالي تتهم إيران. وتابعت : نعتبر تكتيك الولايات المتحدة هذا باطلاً ورفضنا مثل هذه الخطوة في مجلس الأمن، موضحةً إن القرار 2231 لمجلس الأمن والإتفاق النووي، لا يمنع إيران من التواجد السلمي في شؤون الفضاء، كما ان إدعاء الولايات المتحدة أن الصواريخ الفضائية الإيرانية يمكن أن تحمل أسلحة نووية، لا أساس له.
 فرنسا: أدانت فرنسا يوم الخميس 23 أبريل (نيسان) 2020م إطلاق جمهورية إيران أول قمر اصطناعي عسكري لها، معتبرةً أن هذه الخطوة تتعارض مع قرار مجلس الأمن 2231، وتعكس التقدم الذي أحرزته طهران في برنامجها للصواريخ البالستية. ونقلت وكالات أنباء عن بيان أصدرته الخارجية الفرنسية يوم الخميس 23 أبريل (نيسان) 2020م : نظراً لأن التكنولوجيا المستخدمة للإطلاقات الفضائية تشبه إلى حدٍ كبير تلك التي تُستَخدَم في إطلاق الصواريخ البالستية، فإن هذا الإطلاق يساهم بشكل مباشر في التقدم المقلق للغاية الذي حققته إيران في برنامجها للصواريخ البالستية. وأضاف البيان: الدور الذي لعبته في العملية القوات الفضائية التابعة للحرس الثوري الإسلامي، وهو كيان خاضع للعقوبات المفروضة من الإتحاد الأوروبي، يعكس الترابط الوثيق بين هذين البرنامجين. وأكدت باريس أن برنامج الصواريخ البالستية الإيراني يمثل مصدر قلق كبير بشأن الأمن الإقليمي والدولي، ويُساهم في زعزعة الإستقرار في المنطقة وتصعيد التوترات. ودعت فرنسا السلطات الإيرانية إلى الوقف الفوري لأي نشاط يتعلق بتطوير الصواريخ البالستية المصممة لتكون قادرة على حمل الأسلحة النووية، بما في ذلك الصواريخ الحاملة للأقمار الاصطناعية، مطالبة طهران بالإلتزام بقرارات مجلس الأمن الدولي ذات الصلة.
 ألمانيا: كانت وزارة الخارجية الألمانية قد أعربت، يوم الخميس 23 أبريل (نيسان) 2020م، عن قلقها إزاء إطلاق القمر الصناعي العسكري للحرس الثوري الإيراني، وكتبت على صفحتها في تويتر، أن موقف برلين من برنامج الصواريخ الإيراني لم يتغير، مضيفةً أن هذا البرنامج سيزعزع إستقرار المنطقة، وأنه مرفوض من جهة حماية المصالح الأمنية الأوروبية.
 المملكة المتحدة: أعلنت الحكومة البريطانية، يوم الجمعة 24 أبريل (نيسان) 2020م، أن الأنباء المتعلقة بإطلاق الحرس الثوري الإيراني قمراً صناعياً إلى الفضاء، باستخدام تكنولوجيا الصواريخ الباليستية، مقلقة للغاية، وتتعارض مع القرار رقم 2231 لمجلس الأمن التابع للأمم المتحدة. وقال المتحدث باسم وزارة الخارجية البريطانية: «إن برنامج الصواريخ الباليستية الإيراني يزعزع إستقرار المنطقة ويمثل تهديداً للأمن».
 إسرائيل: قالت إسرائيل، إن محاولة الحرس الثوري الإيراني لإطلاق قمر صناعي عسكري ليست إلا واجهة لتطوير إيران المتواصل للصواريخ المتقدمة، بما في ذلك الصواريخ التي يمكنها حمل رؤوس نووية.
 إيران:
▪ الرئيس الإيراني: أكد الرئيس الإيراني الدكتور حسن روحاني، تشديد الإهتمام بتطوير قطاع الفضاء بعد نجاح تجربة إطلاق القمر الصناعي (نور)، واعتبرها إنجازاً وطنياً. وقال روحاني: «نجاح إطلاق القمر دليل على أن تعزيز القطاع الفضائي في إيران، يُعتبَر وبشكل خاص لدى القوات المسلحة، خطوة دقيقة ومؤثرة». وأضاف أنه «ينبغي على قواتنا المسلحة، الإهتمام أكثر من أي وقت مضى بتعزيز وتطوير القطاع الفضائي».
▪ قائد الحرس الثوري الإيراني: قال قائد الحرس الثوري الإيراني، اللواء حسين سلامي، أن إطلاق القمر الصناعي العسكري إلى الفضاء سيطور قدرات إيران الدفاعية، وسيمكنها من توسيع نطاق معلوماتها الإستخباراتية الإستراتيجية.
▪ أمين المجلس الأعلى للأمن القومي الإيراني: أكد أمين المجلس الأعلى للأمن القومي علي شمخاني، ان إطلاق أول قمر صناعي عسكري إيراني سُجِّلَ في قائمة إنجازات حرس الثورة. وفي تغريدة له على تويتر، إعتَبَر شمخاني ان قوات حرس الثورة الإسلامية وفي يوم الذكرى السنوية لتأسيسها سجلت مفخرة جديدة بإطلاق أول قمر صناعي عسكري للجمهورية الإسلامية، وأضافت هذا الإنجاز إلى سجلها الحافل. وتقدم شمخاني بالتهاني والتبريكات لقوات حرس الثورة الإسلامية على هذا الإنجاز الكبير.
▪ قائد القوة الجوية في الحرس الثوري الإيراني: قال العميد أمير علي حاجي زاده، قائد القوة الجوية في الحرس الثوري، إن قاصد «استخدم مزيجاً من الوقود السائل والصلب». وأضاف: «إن القوى العظمى فقط هي التي تمتلك هذه القدرة، والبقية هم مجرد مستخدمين لهذه التكنولوجيا».
▪ وزير الاتصالات الإيراني: قال وزير الاتصالات الإيراني أن جزءاً من برنامج إيران الفضائي السلمي هو برنامج مدني تتبعه الحكومة، في حين أن جزءاً آخر مخصص لأغراض الدفاع السلمي وتقوم به القوات المسلحة بشكل طبيعي.

## معرض الصور

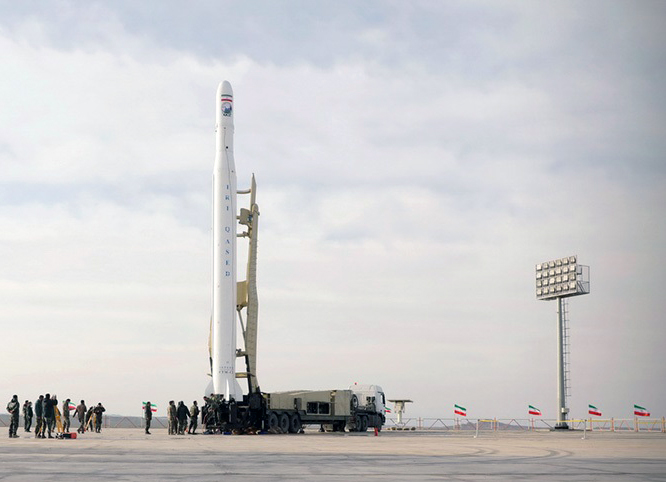
صاروخ قاصد الفضائي في محطة الإطلاق

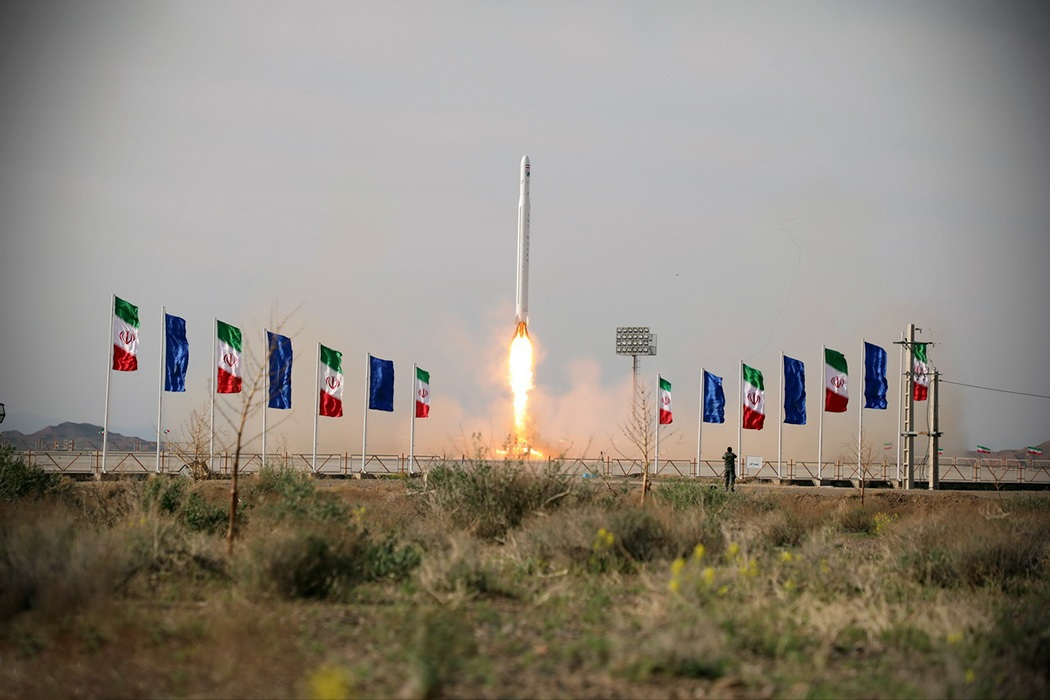
صاروخ قاصد الفضائي بعد الإطلاق

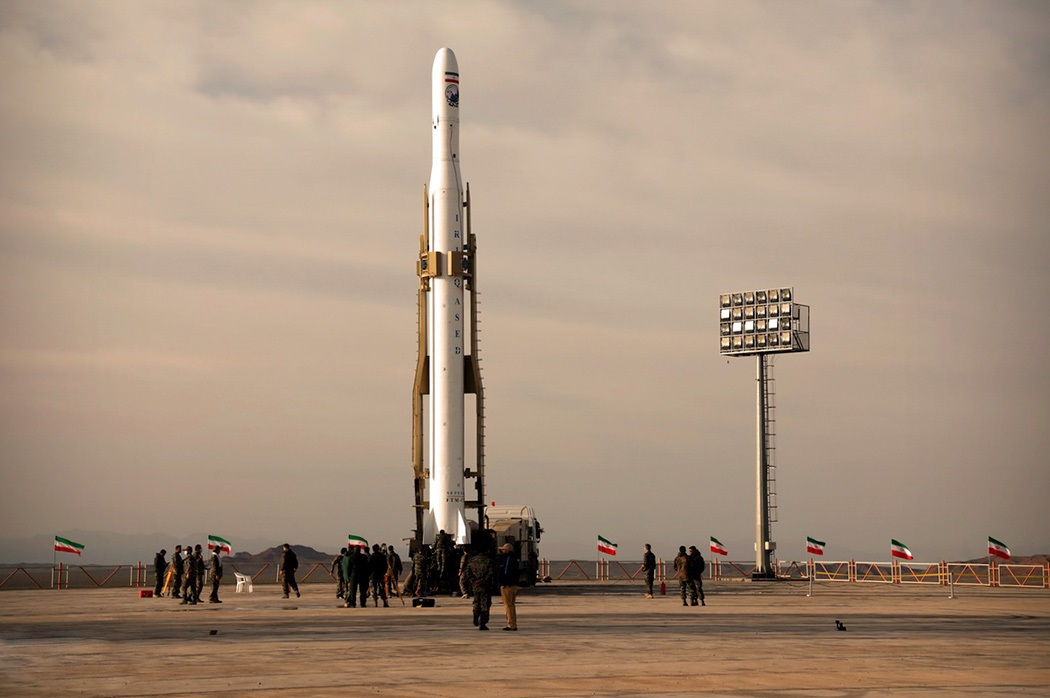
الصاروخ الفضائي الإيراني قاصد -1

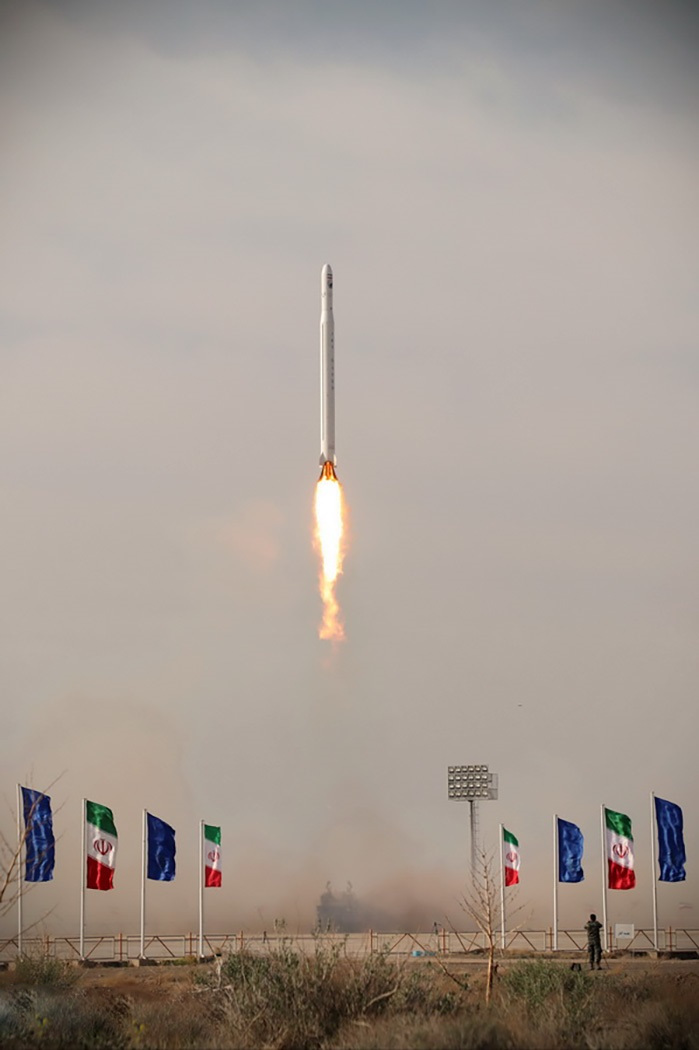
صاروخ قاصد الفضائي بعد الإطلاق

## مواضيع ذات صلة
- وكالة الفضاء الإيرانية
- سفير 2
- نويد (قمر صناعي)